# Tatort: Die Frau im Zug
Die Frau im Zug ist ein Fernsehfilm aus der Kriminalreihe Tatort. Der vom Westdeutschen Rundfunk unter der Regie von Martin Gies produzierte Film wurde am 17. Dezember 2000 im Ersten Programm der ARD ausgestrahlt. Es ist der 15. Fall des Kölner Ermittler-Teams Ballauf und Schenk und die 460. Tatortfolge.

## Handlung
Kommissar Freddy Schenk wird vom Polizeipsychologen Urlaub verordnet. In einem zurückliegenden Fall hat er, um Ballaufs Leben zu retten, den russischen Mafiaboss Alexij Schwarz erschossen. Um wieder Ruhe zu finden, soll er ein paar Tage ausspannen. Seine Frau und die Kinder warten bereits in Belgien auf ihn. Schenk reist also mit dem Zug Richtung Brüssel, als eine junge Frau zu ihm ins Abteil steigt. Die Blondine hat ein Gipsbein und stellt sich als Britta Reimann vor. Sie bittet Schenk, für sie am nächsten Bahnhof, in Aachen, ein Medikament aus dem Schließfach zu holen, da sie nicht so gut zu Fuß sei. Der Zug hält nur wenige Minuten dort. Als Schenk zurück in sein Abteil kommt, ist die Frau verschwunden. Verwirrt sieht er in der Tasche nach, die er abgeholt hat, und findet dort eine größere Menge Rauschgift. Ehe er seinen Fund melden kann, erscheinen zwei Kollegen von der Drogenfahndung. Sie nehmen Schenk fest und bringen ihn zurück nach Köln. Unter dem Verdacht, mit Drogen zu handeln, wird seine Wohnung durchsucht, wo sich eine große Summe Bargeld und weiteres Rauschgift findet. Niemand glaubt ihm die Geschichte von der Frau im Zug, und auch der mögliche Zeuge Tim Dorfmann, der mit ihm im Abteil saß, kann Schenk nicht entlasten. Ehe der sich versieht, findet er sich in Untersuchungshaft wieder.
Ballauf versucht, Beweise für Schenks Unschuld zu finden, und recherchiert. Er befragt Tim Dorfmann noch einmal und auch dessen Kollegin Marie Tramitz. Obwohl die junge Frau nicht blond ist, bittet er sie und Dorfmann mit aufs Präsidium, wo Schenk die Frau sofort als Britta Reimann wiedererkennt. Sie leugnet jedoch, Schenk zu kennen, und auch Dorfmann findet es absurd, dass sie die Frau aus dem Zug sein soll. Der Ermittler wittert eine Verschwörung gegen sich, und da außer Ballauf niemand ihm glaubt, ergreift er die Flucht.
Drogenfahnder Assenbacher wartet mit immer neuen Indizien auf, die gegen Schenk sprechen, und Ballauf fällt es schwer, Gegenbeweise zu finden. Schenk ist davon überzeugt, dass Dorfmann hinter der Verschwörung steckt, und will ihn zur Rede stellen. Er verabredet sich mit ihm, um ihn zu bewegen, die Wahrheit zu sagen. Als er am vereinbarten Treffpunkt erscheint, findet er Dorfmann erschlagen vor. Wieder spricht alles gegen ihn, denn die Spurensicherung findet Schenks Handy am Tatort.
Schenk trifft sich allein mit Marie Tramitz. Sie erklärt ihm, dass sie den Racheplan geschmiedet habe und er für alles bezahlen solle. Er habe Alexij Schwarz erschossen und ihr damit ihren geliebten Mann genommen. Dafür müsse er büßen. Schenk kontert damit, dass sie damals einen telefonischen Hinweis bekommen hätten und Schwarz offensichtlich verraten wurde. Der Anrufer habe deutsch gesprochen. Kurzerhand verlässt Tramitz das Zimmer und fährt zu ihrem neuen Freund, Oliver Berthold. Sie ist sich sicher, dass er ihren Mann auf diese Weise aus dem Weg räumen ließ, um sie für sich zu haben. Sie stellt Berthold zur Rede und sticht ihn dann nieder.
Schenk, der Tramitz mit einem Taxi gefolgt ist, kann sie mit einem gezielten Schuss außer Gefecht setzen. Er will sie ins Krankenhaus bringen, doch sie möchte, dass er sie sterben lässt, damit sie „zu ihrem Mann kann“. Kurzentschlossen willigt er ein, wenn sie vorher zugibt, dass er unschuldig ist. Per Handy gibt sie ein Geständnis ab, das Ballauf aufzeichnet. Darin erklärt sie, dass sie Schenk das Rauschgift untergeschoben hat und auch Dorfmann umbringen ließ. Schenk bringt sie trotzdem in die Klinik, wo ein Arzt mitteilt, dass sie überleben wird.

## Hintergrund
Die Frau im Zug wurde von Colonia Media im Auftrag des WDR  produziert. Die Dreharbeiten erfolgten in Köln, Düsseldorf und Aachen.
In dieser Folge tritt Tessa Mittelstaedt als Franziska Lüttgenjohann die Nachfolge von Lissy Pütz (Anna Loos) an, die aus privaten Gründen das Team von Ballauf und Schenk verlassen hatte.

## Rezeption

### Einschaltquoten
Bei seiner Erstausstrahlung am 17. Dezember 2000 wurde die Folge Die Frau im Zug in Deutschland von 7,73 Millionen Zuschauer gesehen, was einem Marktanteil von 21,04 Prozent entsprach.

### Kritik
Tilmann P. Gangloff schreibt bei tittelbach.tv: „Geschickt schmiedet Drehbuchautor Axel Götz ein Komplott, aus dem es für den ruppigen Bullen mit Herz kein Entkommen zu geben scheint. Allein der Zuschauer weiß, dass Freddy reingelegt wurde; doch die Indizien sprechen gegen ihn. Es bleibt ihm wie weiland dem klassischen Hitchcock-Helden nichts anderes übrig, als selbst zu ermitteln. […] Regisseur Martin Gies erzählt die Geschichte ohne Mätzchen und Firlefanz.“
Die Kritiker der Fernsehzeitschrift TV Spielfilm urteilen allerdings: „Viele Ungereimtheiten verderben den Spaß.“

### Trivia
Freddy Schenk „ergaunert“ sich auf dem Sicherstellungshof einen Cadillac Seville (1. Generation 1975–79, K-TV 58). Am Ende der Geschichte fährt er die schwer verletzte „Frau im Zug“ in ihrem Maserati 3200 GT (K-IN 996) ins Krankenhaus, wo sie gerettet werden kann.